# KN-21
KN-21은 2017년 발사한 미상 발사체에 대해 미국이 붙인 코드명이다. 아직까지 한 번의 공개도 없었다.

## 사거리
사거리에 대해 알려진 것이 없다. KN-02 보다 대형 미사일이어서, 사거리가 훨씬 길 것이라고 추정만 할 뿐이다. 그러나 미사일 크기가 준중거리 탄도 미사일(MRBM)은 아니어서, 사거리는 1000 km 미만으로 추정된다. 외양이 비슷한 외국 미사일들의 사거리를 통해, 대략의 사거리를 추정해 볼 수는 있다.
- 퍼싱-1,  미국, 길이 10.5 m, 무게, 4,661 kg, 사거리 740 km
- 퍼싱-2,  미국, 길이 10.5 m, 무게 7,462 kg, 사거리 1,770 km
- SS-23,  러시아, 길이 7.53 m, 무게 4,360 kg, 사거리 500 km
- SS-26,  러시아, 길이 7.3 m, 무게 3,800 kg, 사거리 500 km
- 현무-2,  대한민국, 사거리 800 km

KN-21은 1979년 소련 SS-23와 1996년 러시아 SS-26과 외양이 비슷하다. 둘 다 사거리 500 km이기 때문에, KN-21도 사거리 500 km로 추정된다. 어차피 미사일의 정확한 최대사거리는 각국마다 공개하지 않는 게 보통이어서, 대략 그 500 km 전후의 사거리로 보면 큰 문제가 없다.

## 정확도
한미 정보 당국은 KN-21이 정밀유도가 될 것으로 추정하고 있다고 보도되었다. 추정 근거는 보도되지 않았는데, 외국의 미사일들과 비교해서, 2018년이라는 개발된 시점이 가장 강력한 추정 근거로 보인다. 뉴스에서는 패트리어트 회피기능이 있는지는 보도하지 않는데, 역시, 최신에 개발된 시점으로 보아, 있다고 추정된다.
- SS-23,  러시아, 1979년, CEP 30 m
- DF-15,  중국, 1990년, CEP 5 m
- SS-26,  러시아, 1996년, CEP 5 m, 패트리어트 회피기능
- DF-16,  중국, 2011년, CEP 5 m, 패트리어트 회피기능
- KN-21,  조선민주주의인민공화국, 2018년, CEP 5 m(추정), 패트리어트 회피기능(추정)

## 사드
깃대령 미사일 기지에서 KN-21 핵미사일을 제1격으로 발사하면, 한국군은 핵미사일이 없기 때문에 제2격을 할 수 없다. 미사일 방어만 할 수 있는데, 패트리어트 미사일, 천궁 미사일의 회피기능이 있을 것으로 추정된다. 미사일 궤도만 고치고 수직낙하시 보다 고속으로 하면 되는 것이어서, 회피기능에 엄청난 최첨단 기술이 필요한 것이 아니다. 결국 남는 것은 사드만이 KN-21 고체연료 단거리 핵미사일에 맞설 수 있을 것으로 보인다.
북한의 단거리 미사일 기지로 유명한 강원도 깃대령 미사일 기지에서 부산까지는 440 km 거리이다.

## 발사기록
2014년 2월 27일, 단거리 탄도 미사일 4발을 발사했다. 고도 60~70 km까지 치솟아 220 km를 비행했다. 왜 사거리가 작은지 한미 정보당국이 의아해 했다. 단거리 탄도 미사일을 발사한 것은 2009년 이후 이번이 처음이다.
2014년 3월 3일, 오전 6시 19분부터 10여 분간 강원도 안변군 깃대령과 원산 일대에서 단거리 탄도미사일 2발을 발사했다. 500 km를 비행했다. 단거리 탄도 미사일을 발사한 것은 2009년 이후 이번이 두 번째다.
2015년 3월 2일, 키 리졸브 훈련 시작일 오전 6시 32분부터 6시 41분, 평안남도 남포 지역에서 동해로 단거리 탄도미사일 2발을 발사했다. 495 km, 493 km를 비행했다.
2016년 3월 19일, 오전 5시 20분께 황해북도에서 강원도 원산 동북방 북한 지역 동해상으로 단거리 탄도미사일 2발을 발사했다. 500 km를 비행했다. 북한은 원산 앞바다에 항행금지구역을 선포하지도 않고 기습적으로 미사일을 발사했다. 북한의 단거리 탄도미사일 발사는 2016년 들어 이번이 처음이다.
2017년 4월 5일, 북한이 동해안에서 탄도 미사일을 발사했다. 60 km를 비행하다 폭발했다. 한국은 고체연료 북극성-2, 미국은 액체연료 스커드-ER로 보았다. 그러나 둘 다 이미 발사에 성공한 미사일인데 왜 또 새로 시험발사를 했는지 의문이라는 전문가 분석이 있었다.
2017년 5월 29일, 오전 5시 39분께 강원도 원산 일대에서 동북쪽으로 스커드 계열로 추정되는 탄도미사일 1발을 발사했다. 6분 동안 450 km를 비행했다.
2017년 8월 26일, 북한이 동해상으로 SRBM 3발을 발사했다. 2발은 고도 50 km, 250 km를 비행했다. 1발은 발사중에 폭발했다. 한국은 KN-09 300mm 방사포, 미국 태평양사령부는 단거리 탄도 미사일을 발사한 것으로 보고 있다. 발사차량을 정찰위성이 찍지 못해서 분석이 오락가락 한다고 평가되었다. 탄도 비행인지, 수평 비행인지를 확인하는 뉴스는 없는데, 고도 50 km에 수평 비행이면, 패트리어트 미사일, 천궁 미사일의 최대 요격 고도 30 km를 넘기 때문에, 요격이 불가능하다. 오직 사드만이 요격할 수 있다.
2017년 8월 28일, 한국 정부는 북한이 신형 SRBM을 개발중이라는 결론을 내렸다.
2017년 9월 15일, 미국이 KN-21이란 이름을 붙인 것으로 확인되었다. 정밀유도가 가능한 것으로 보고 있다. 정밀유도가 가능하다는 의미는, 재래식 탄두로도 핵미사일 효과를 낸다는 의미이다. 충격과 공포 참조.
2017년 10월, 동해안 함흥에서 새로운 고체연료 엔진 연소시험을 했다. 2016년 3월 이후 고체연료 엔진 연소시험은 처음이다.

## 같이 보기
- 신상리 미사일 기지